# Middlesex-Ouest
Pour les articles homonymes, voir Middlesex.
Middlesex-Ouest fut une circonscription électorale fédérale de l'Ontario, représentée de 1867 à 1968.
C'est l'Acte de l'Amérique du Nord britannique de 1867 qui créa le district électoral de Middlesex-Ouest. Le comté de Middlesex fut divisé en trois circonscriptions, soit Middlesex-Nord, Middlesex-Ouest et Middlesex-Est. Abolie en 1966, elle fut redistribuée parmi Huron, London-Ouest et Middlesex.

## Géographie
En 1882, la circonscription de Middlesex-Ouest comprenait:
- Une partie du comté de Middlesex
  - Les cantons d'Adélaïde, Metcalfe, Mosa, Euphemia et Ekfrid
  - Les villages de Glencoe, Newbury et Wardsville
  - La ville de Strathroy

## Députés
1. 1867-1872 — Angus Peter McDonald, CON
2. 1872-1883 — George William Ross, PLC
3. 1883-1887 — Donald Mackenzie Cameron, PLC
4. 1887-1896 — William Frederick Roome, CON
5. 1896-1909 — William Samuel Calvert, PLC
6. 1909-1921 — Duncan Campbell Ross, PLC
7. 1921-1925 — John Douglas Fraser Drummond, PPC
8. 1925-1940 — John Campbell Elliott, PLC
9. 1940-1957 — Robert McCubbin, PLC
10. 1957-1968 — William Howell Arthur Thomas, PC

- CON = Parti conservateur du Canada (ancien)
- PC = Parti progressiste-conservateur
- PLC = Parti libéral du Canada
- PPC = Parti progressiste du Canada